# Austrochaperina brevipes
Espèce
Synonymes
- Liophryne brevipes Boulenger, 1897

Statut de conservation UICN

 DD  : Données insuffisantes
Austrochaperina brevipes est une espèce d'amphibiens de la famille des Microhylidae.

## Répartition
Cette espèce est endémique de Papouasie-Nouvelle-Guinée. Elle n'est connue que dans deux localités espacées de 38 km, toutes les deux situées dans la chaîne Owen Stanley. L'un des sites se trouve à 2 000 m d'altitude,.

## Description
Le spécimen décrit par Boulenger mesurait 22 mm. Son dos était brun-gris teinté de rosâtre sur les flancs et les côtés de sa tête étaient brun foncé. Son ventre était grisâtre, marbré de brun et présentait une fine ligne médiane claire. Sa gorge était veinée de rouge.

## Publication originale
- Boulenger, 1897 : Descriptions of new lizards and frogs from Mount Victoria, Owen Stanley Range, New Guinea, collected by Mr. A. S. Anthony. Annals and Magazine of Natural History, sér. 6, vol. 19, p. 6-13 (texte intégral).